# Difusionismo (arqueología)

Difusión del ser humano por el Mundo.

El difusionismo es el término tomado de la Antropología social por el que se conoce a una corriente teórica de las escuelas arqueológicas occidentales de finales del siglo XIX y principios del siglo XX. El difusionismo se asocia a la Escuela cultural historicista que parte de la premisa de que las culturas materiales halladas en las excavaciones corresponden a civilizaciones concretas y estas, a su vez a etnias. A partir de ahí, los difusionistas creen que a lo largo de la historia del hombre han existido zonas llamadas nucleares de irradiación de innovaciones.

## Desarrollo del Difusionismo
Se dice que uno de los padres del difusionismo europeo es el alemán Friedrich Ratzel (1844-1904) que consideraba que todos los inventos se habían extendido por el mundo desde "centros nucleares" por medio de migraciones (curiosamente, Ratzel defendía numerosas ideas evolucionistas). Su discípulo Leo Frobenius (1873-1938), definió las áreas nucleares de difusión con el término alemán «Kulturkreise» (círculos culturales), pero influido por la psicología de la Gestalt le dio un aspecto casi orgánico, muy espiritual. Para él las áreas culturales se caracterizaban por una serie de símbolos que representaban el conocimiento común del ser humano de la civilización primigenia. El ejemplo más radical de difusionista es el británico Grafton Elliot Smith, que reclamó, exclusivamente para el Antiguo Egipto, el origen de toda civilización, incluidas las americanas (difusionismo monocéntrico). Según él, hace justamente 7000 años, cientos de sacerdotes egipcios recorrieron el mundo entero en busca del elixir de la vida, por lo que les llamó los «dadores de vida».
Un punto de vista menos drástico lo ofrecen los miembros de la Escuela de Viena Wilhelm Schmidt y Fritz Graebner, los cuales en 1904 lanzaron su visión cultural policéntrica, ya que aceptaban que una misma innovación pudiese haber sido inventada o descubierta en varios lugares, independientemente. Estos lugares eran lo que llamaron «Círculos culturales», pero no podían definirse con precisión, ni siquiera se podían contrastar empíricamente, lo cual constituyó, desde el principio, una de sus ideas más criticadas. Schmidt y Graebner sostenían además, que toda cultura innovadora es, también, una cultura expansionista, difundiendo con ello, sus avances; para estos antropólogos este es el proceso principal que explica el desarrollo de la civilización. En efecto, al expandirse las culturas, tarde o temprano llegaban a interrelacionarse, por lo que resulta del todo imposible encontrar grupos sin mezclas o sin influencias alóctonas. Aunque Schmidt y Graebner no aceptaban el difusionismo monocéntrico, estaban de acuerdo en que, cuanto más sofisticado es un avance, menos probabilidades hay de que este haya sido inventado varias veces aisladamente.

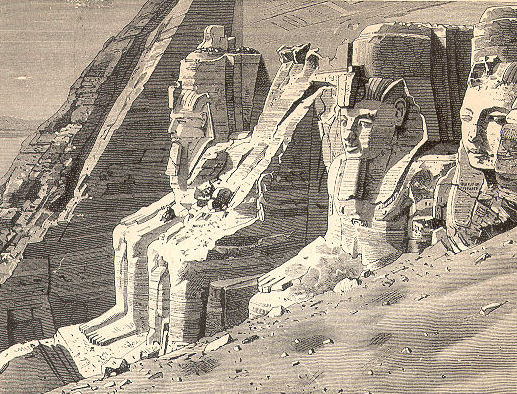
Abu Simbel.

Los centros difusionistas, habitualmente están asociados en el Viejo Mundo a civilizaciones de grandes ríos (Nilo, Tigris y Éufrates, Indo, Río Amarillo...), mientras que en el Nuevo Mundo serían Mesoamérica y los Andes. Los difusionistas constataban la similitud de ciertas manifestaciones de culturas inferiores con las de las grandes civilizaciones, llegando a la conclusión de que aquellas imitaban pobremente a estas. Aún más, las grandes civilizaciones antiguas, desde el Neolítico, al menos, eran las únicas zonas de verdadera invención y progreso, desde donde se difundían por contacto, migraciones o invasiones.
El mar Mediterráneo y, también el Índico, han sido los focos más importantes en las teorías difusionistas, comenzando por la expansión de los primeros Humanos modernos, dotados de un utillaje auriñaciense, continuando por la expansión en sucesivas oleadas, del Neolítico, el Megalitismo (una rústica emulación de las grandes pirámides), la metalurgia y, en fin, el impacto indoeuropeo. El símil europeo con una playa a la que llegan las olas a morir, se ha usado en no pocas ocasiones, considerando este subcontinente como un callejón sin salida al que se ven abocadas numerosas civilizaciones orientales.

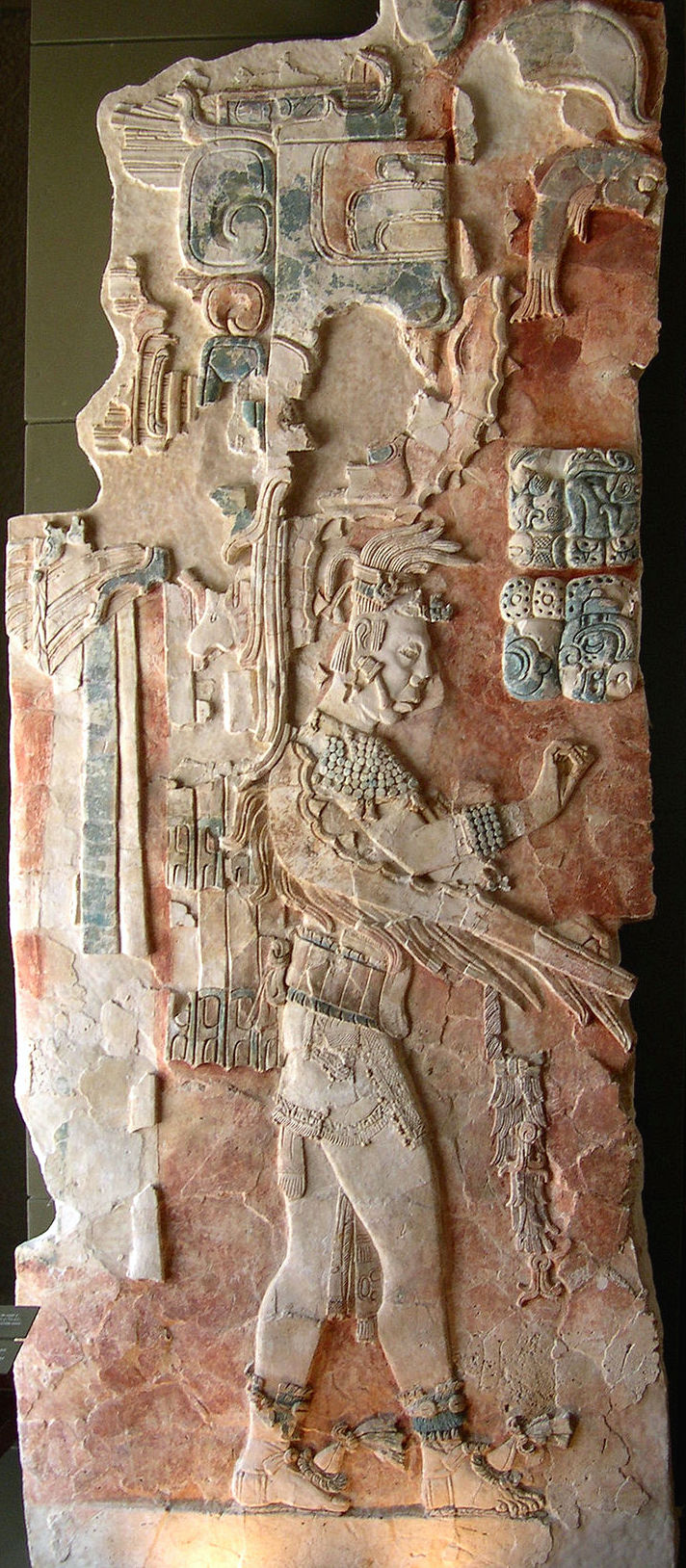
Relieve de Palenque.

Según los difusionistas monocéntricos la invención de la agricultura solo tuvo lugar una vez, en el Creciente Fértil, desde donde se difundió por África, Asia y Europa. A pesar de que la invención independiente de la agricultura y otras innovaciones en América podría haber refutado las tendencias difusionistas, estas tuvieron mucha fuerza durante un corto espacio de tiempo, al aparecer las ideas del antropólogo americano Clark Wissler (1870-1947). Este investigador hereda la idea de Schmidt y Graebner sobre la existencia de «áreas culturales» diversas (difusionismo policéntrico), pero trata de probar su existencia por medio de lo que él llamó rasgos culturales. Estos serían más abundantes, más originales y más concretos en el centro de las citadas áreas culturales, y se irían desvaneciendo a medida que nos alejamos del núcleo, hacia la periferia. Wissler, no conformándose con el factor espacio, añade el factor tiempo, argumentando que los rasgos culturales serían más antiguos, cuanto más cercanos estuviésemos del centro del área cultural. Para él, existiría una estrecha relación entre antigüedad y distancia. Wissler fue muy criticado por esta última afirmación, ya que no tuvo en consideración que algunos rasgos culturales pueden viajar más deprisa que otros. A este mismo antropólogo se le achaca también, un excesivo reduccionismo a la hora de explicar fenómenos sociales, psicológicos o económicos de los pueblos primitivos, hasta el punto de que muchos ven en ello ciertos prejuicios etnocentristas.
Otro gran difusionista fue el australiano Vere Gordon Childe, que sin embargo, se centró en la expansión de los pueblos Indoeuropeos, lo que no evitó que desarrollase sus ideas sobre el origen del Neolítico o sobre el papel civilizador de la Cultura Griega en el Mediterráneo. Childe sostenía un difusionismo moderado en el que los cambios se debían en parte a las condiciones sociales de los grupos humanos (no olvidemos que era marxista), pero también por préstamos culturales de otras comunidades.
Esta teoría ha servido también para hacer interpretaciones "extravagantes", como la del antiguo catedrático de Prehistoria alemana de la Universidad de Berlín, Gustaf Kossinna (1858-1931), reivindicando la superioridad de los alemanes al ser estos los primeros habitantes de Europa, habiendo influido y transmitido las ideas y modelos como pueblo más avanzado a otros, menos avanzados, con los que entraron en contacto.
Cuando las ideas difusionistas se defienden por encima de lo razonable, suele hablarse de «hiperdifusionismo», que es propio de las interpretaciones excéntricas, calificación que ha recibido en innumerables ocasiones Thor Heyerdahl, el máximo defensor este tipo de doctrinas a finales del siglo XX. Sin embargo, Thor Heyerdahl, ha propuesto y contrastado hipótesis empíricamente, y no puede igualarse a las seudociencias o ciencias ocultas que defienden un hiperdifusionismo irracional.

## El Difusionismo en la actualidad
Actualmente se acepta el concepto de «préstamo cultural» como resultado inevitable de la transferencia de información entre diferentes grupos sociales. De hecho, como ya señalaron Schmidt y Graebner, toda idea humana, sea en el campo lingüístico, tecnológico, social o artístico, es potencialmente transferible. Sin embargo no está probado que la transferencia sea automática o inevitable, puesto que en cada grupo existen tradiciones que tienden a proteger su propio legado de las contaminaciones externas. Así, pues, todas las culturas seleccionan aquello que les resulta aceptable, antes de recibirlo. Por otra parte, la aceptación de un elemento procedente de una sociedad extraña, supone su descontextualización, con lo que tal elemento puede sufrir cambios en su significado, forma, uso y función, hasta el punto de resultar irreconocible. Científicamente se han constatado numerosos ejemplos reales de difusionismo cultural. Pero éste, sólo es admitido cuando hay pruebas concretas. En caso contrario, se prefiere hablar de una evolución autóctona (aunque haya enormes semejanzas con otras civilizaciones), ya que también se han hallado innumerables ejemplos de ello en arqueología.

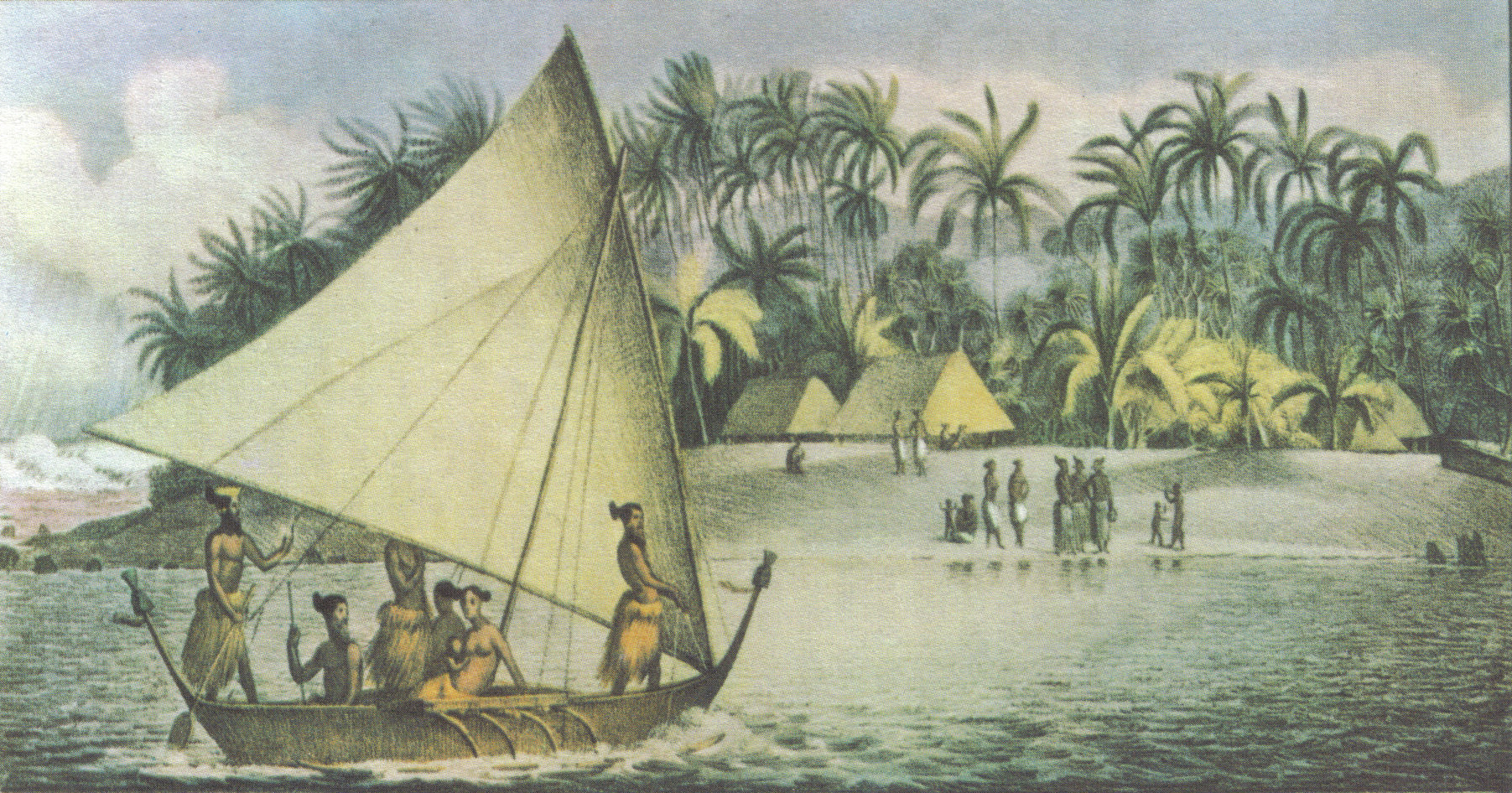
Embarcación de la Polinesia.

Algunas corrientes científicas arqueológicas, prehistóricas o historiográficas suelen preferir explicaciones alternativas, basadas en que la evolución cultural surge del propio impulso de los pueblos, de su propia tendencia a cambiar. Para algunos, estos impulsos son intrínsecos a la naturaleza humana, que tiende a la evolución independiente y paralela por sí misma (Evolucionismo cultural); para otros, son el resultado de las contradicciones sociales internas (Marxismo) y, para otros, se debe a la influencia determinista del entorno natural (Procesualismo). Por último, hay quien se niega a aceptar que las innovaciones son solo respuestas a estímulos y que el ser humano sea incapaz de crear por propia iniciativa, motu proprio: es lo que los Postprocesualistas llaman «agency», libre albedrío, heurística..., pero que se explica mejor en estas líneas de Ludwig von Bertalanffy

«Por mi parte, soy incapaz de ver, por ejemplo, cómo las actividades culturales y creadoras de toda índole pueden considerarse "respuestas a estímulos", "satisfacción de necesidades biológicas", "restablecimiento de la homeostasia". Y así por el estilo. [...] El hombre no es un receptor pasivo de estímulos que le llegan del mundo externo, sino que, en un sentido muy concreto, crea su universo»
Teoría General de sistemas, página 203